# CJ: Elephant Fugitive
CJ: Elephant Fugitive è un videogioco a piattaforme pubblicato nel 1994 per la console portatile Game Gear dall'editrice a basso costo Codemasters. Si controlla l'elefante cartonesco CJ attraverso vari luoghi del mondo come Londra, Parigi e Cairo.
È il terzo e ultimo gioco su CJ, dopo CJ's Elephant Antics e CJ in the USA, che uscirono invece per computer.

## Modalità di gioco
Si controlla un elefantino in un grande e intricato scenario bidimensionale a scorrimento multidirezionale con molte piattaforme di varie dimensioni.
L'elefante può camminare a destra e sinistra e saltare. Per combattere i nemici può sparare arachidi in orizzontale dalla proboscide, con gittata e munizioni illimitate. Può lanciare bombe, che fanno una corta traiettoria a parabola e rimbalzano, ma queste sono in quantità limitata e inizialmente non se ne hanno affatto. Quando l'elefante cade da un'altezza rilevante apre un ombrello per rallentare e atterrare senza danni; mentre scende si può deviare a destra e sinistra. 
È supportato anche il multigiocatore con due Game Gear collegate via cavo, ma non nel gioco normale, bensì in una specie di gara di corsa.